# Transsexualism

Transsymbolen kombinerar tecknen för man, kvinna samt en kombinerad form av dessa på en rosa triangel. Symbolen står för stolthet och kamp för lika rättigheter för alla transpersoner.

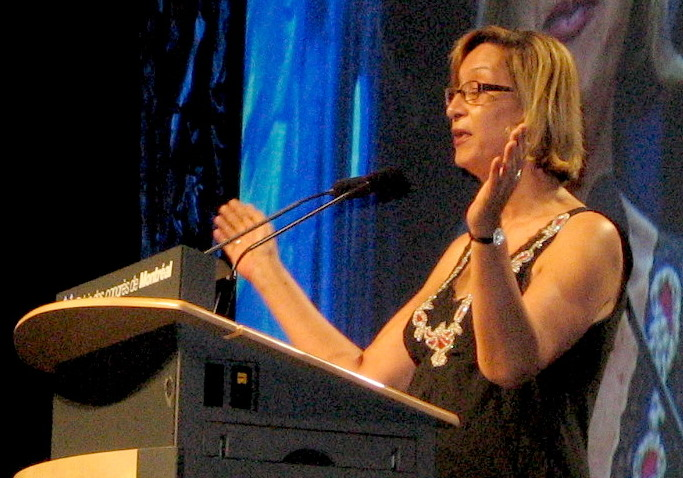
Georgina Beyer, transkvinna och världens första transsexuella parlamentsledamot (Nya Zeeland) talar på den Internationella konferensen om mänskliga rättigheter för HBT-personer i Montréal 2006.

Transsexualism är ett psykiatriskt tillstånd då en persons egenupplevda könsidentitet inte överensstämmer med det biologiska, kroppsliga könet. Begreppet anses föråldrat bland annat eftersom det utgår ifrån manligt och kvinnligt kön, vilket exkluderar personer med ickebinär könsidentitet. I modern sjukvård används i stället begreppet könsinkongruens och diagnosen könsdysfori, vilken enligt den nya diagnosmanualen ICD-11 inte längre sorteras under de psykiatriska diagnoserna. I samband med införandet av ICD-11 kommer Transsexualism avskaffas som diagnos.
Hormonbehandling, samtalsbehandling och könsbekräftande kirurgi är några av de behandlingar som erbjuds patienter som diagnosticerats med könsdysfori. Könsbekräftande behandling omfattar bland annat hormonbehandling, kirurgiska ingrepp och för transkvinnor även hårborttagning och röstträning med hjälp av logoped. Psykoterapi och psykofarmaka har visat sig vara ineffektivt som behandling mot könsdysfori,[källa behövs] men kan vara av nytta i samband med könsbekräftande behandling. Kunskapen om den könsbekräftande vårdens resultat är bristfällig.

## Etymologi
Trans- som prefix betyder över, bortom, att gå bortom, från latinets trans-, som preposition över, gå över, bortom, det troliga ursprunget är från trare-, som betyder att korsa (se igenom). Cis- som prefix från samma ursprung beskriver personer som föds med samma könsidentitet och biologiska kön. Motsats mot trans.

## Transsexualismens historia
År 1886 publicerade läkaren Richard von Krafft-Ebing sin studie Psychopathia Sexualis där han använde termen metamorphis sexualis paranoia för att beskriva det fenomen som idag skulle diagnostiseras som transsexualism eller könsdysfori. Enligt Krafft-Ebing rörde det sig om en form av paranoia, vilket han ansåg vara en mental avvikelse som kunde avhjälpas genom psykiatrisk intervention.
Själv termen transsexualism (Transsexualismus) användes för första gången av Magnus Hirschfeld kring 1923. Hirschfelds definition av begreppet var inte den som används idag, utan avsåg snarare hermafroditism eller störningar i könsutvecklingen. Hirschfeld kallade den kategori människor som under 2000-talet kallats transsexuella för homosexuella transvestiter.
Den första kända kirurgiska könskorrigeringen av en transkvinna utfördes 1931 då Dora R genomgick en genitalierekonstruktion. Samma år utfördes en liknande operation på Lili Elbe som under många år levt och framställt sig som kvinna, och som redan påbörjat en serie könskorrigerande operationer år 1930. Elbe avled i september 1931, i sviterna av en livmodertransplantation som utförts i samband med genitalierekonstruktionen tre månader tidigare.
Begreppet transsexualism användes i sin nuvarande betydelse av David O. Cauldwell i en publikation år 1949. Innan dess användes beteckningar som morfaditer, eonister, homosexuella och transvestiter för att beskriva könsdysfori. Gatuslang gav därtill upphov till en rad benämningar med skiftande nyanser, något som pekar på en bred könsvarians – alltså en graderad skala av upplevd könstillhörighet – som någonting påtagligt långt innan fenomenet blev föremål för akademisk diskussion.
År 1951 genomgick den amerikanska soldaten Christine Jorgensen ett antal könskorrigerande operationer, i Köpenhamn. Både Jorgensen och hennes fall fick betydande uppmärksamhet i massmedia, något som inledde en bredare diskussion kring transsexualism och könsdysfori, hos forskare såväl som allmänheten i stort.
Inom vetenskapen präglades 1950- och 60-talen av en debatt mellan en konstruktivistisk och en biologisk förståelsemodell. Särskilt psykoanalytiker var benägna att betrakta transsexualism som symptom på störningar och perversioner; således var könsdysfori betraktat som ett tillstånd att bli frisk ifrån. Trots att det inte fanns något konsensus kring diagnosen transsexualism eller någon entydig definition av begreppet så vände sig under 1960-talet allt fler till sjukvården för könskorrigering.
Den första lyckade könskorrigerande operationen i Sverige genomfördes 1968 på en transman. 1972 blev Sverige det första landet i världen som lagreglerade könskorrigeringen. Detta innebar att en person som genomgått könskorrigering även fick möjlighet att byta juridiskt kön. Det krävdes dock att sökanden var ogift, myndig och svensk medborgare samt genomgått sterilisering, eller på annat sätt saknade fortplantningsförmåga. Steriliseringsvillkoret upphävdes år 2013.

## Livsvillkor
Vissa transsexuella upplever redan som barn att deras medfödda biologiska kön inte överensstämmer med deras självbild, medan det för andra uppkommer under tonåren och hos vissa först i vuxen ålder. Risken för problem i form av depressioner, självhat, ångest och självmord ökar om personen inte får behandling.[källa behövs] En studie gjord 2015 indikerade ett samband mellan metakognitiva antaganden om fara och brist på kontroll och ångest kring könsidentiteten.  På grund av rädsla för diskriminering och utanförskap väljer många att inte berätta om sin transsexuella bakgrund efter avslutad behandling. Det valet benämns ofta som att leva stealth.[källa behövs]
Transsexualism bör inte förväxlas med sexuell läggning eller beteende. Transsexuella kan vara till exempel heterosexuella, bisexuella, homosexuella eller asexuella. Tidigare krävdes under utredningen att transsexuella efter avslutad behandling skulle identifiera sig som heterosexuella men det kravet har lyfts.[källa behövs]
Folkhälsomyndigheten pekar på att självmordstankar är vanligt bland transpersoner. Enligt en amerikansk studie har 46 % av alla transmän och 42 % av alla transkvinnor någon gång försökt ta sitt liv. Siffran är lägre bland queer-personer (21 %).

## Diagnostisering
Socialstyrelsen har tagit fram kunskapsstöd med rekommendationer för specialiserad vård och behandling för barn, unga och vuxna med könsdysfori.  I DSM-V används diagnoserna Könsdysfori hos barn, 302.6 och Könsdysfori hos ungdomar och vuxna, 302.85. I ICD-10 finns tre diagnoskoder: Transsexualism (F64.0),  Andra specificerade könsidentitetsstörningar (F64.8) och Könsidentitetsstörning, ospecificerad (F 64.9). De tidigare ICD-10 diagnoserna Transvestism med dubbla roller (F64.1) och Könsidentitetsstörning hos barn (64.2) har utgått.
Diagnoskriterierna för Könsdysfori i DSM-V är:
- En uttalad brist på samstämmighet mellan personens upplevda/uttryckta könskarakteristika och dennes primära och/eller sekundära könskarakteristika, som varit i minst sex månader.
- Stark önskan att bli av med sina primära och/eller sekundära könskarakteristika på grund av brist på samstämmighet med upplevd/uttryckt könstillhörighet.
- Stark önskan att få det motsatta könets primära och/eller sekundära könskarakteristika.
- Stark önskan att tillhöra det motsatta könet (eller annan alternativ könstillhörighet som skiljer som från det tilldelade)
- Stark önskan att bli bemött som en av det motsatta könet (eller annan alternativ könstillhörighet).
- Obehag med primära och/eller sekundära könskarakteristika.
- Stark övertygelse om att de egna känslorna och reaktionerna är typiska för det motsatta könet  (eller annan alternativ könstillhörighet).
- Tillståndet är förenat med kliniskt signifikant lidande eller försämrad funktion socialt, i skolan eller inom andra viktiga funktionsområden.

Diagnoskriterierna för transsexualism, F64.0 i ICD-10 är:
- En önskan om att leva och bli accepterad som en medlem av det motsatta könet, ofta åtföljt av en känsla av obehag eller otillräcklighet med det egna anatomiska könet och en önskan om hormonell eller kirurgisk behandling för att kroppsligen likna det prefererade könet så mycket som möjligt.
- Den transsexuella identiteten har varit bestående i åtminstone två år.
- Tillståndet är inte ett symptom på någon annan psykisk sjukdom eller intersexuellt syndrom.

Ibland används i forskningssyfte[källa behövs] begreppen genuint transsexuell eller primärt transsexuell. Det är en beteckningar på personer som haft känslor av annan könstillhörighet sedan barndomen. Med sekundärt transsexuell avses i regel en person som inte kommit till insikt om sin transsexualism förrän i vuxen ålder. Det är inte olika diagnoser och brukar inte leda till olika behandling, utan samma diagnoskod och behandling används oavsett när patienten kommit till insikt om sitt tillstånd.
För vissa barn med könsinkongruens förändras könsinkongruensen över tid, för andra inte. Kunskapen om hur könsinkongruens hos barn utvecklas över tid är bristfällig.

## Behandling
Hormonbehandling, samtalsbehandling och könsbekräftande kirurgi är några av de behandlingar som erbjuds patienter som diagnosticerats med könsdysfori.  I länder som har juridiskt kön och där det är tillåtet, kan även ett juridiskt könsbyte underlätta livet för personer med könsinkongruens. Den förste att systematiskt behandla denna patientgrupp var den amerikanske läkaren och sexologen Harry Benjamin.
Ansvariga[källa behövs] för att ta fram internationella behandlingsriktlinjer för Gender Identity Disorders/ transsexualism är World Professional Association for Transgender Health (WPATH). De rekommenderar en trestegsprocess som omfattar ett så kallat real-life-experience (då patienten förväntas leva som sitt självupplevda kön), hormonbehandling med könshormoner passande det självupplevda könet och könskorrigerande kirurgi. Ordningen kan ibland vara lämplig att ändra, så att hormonterapin initieras före real-life-experience eller alterneras så att både hormonterapi och mastektomi föregår ett real-life-experience. Psykoterapi kan enligt WPATH vara en del av behandlingen, men man anser inte att den alltid behövs. Man har också på senare år börjat göra läkare och andra kliniskt verksamma med patienter med gender identity disorder/transsexualism uppmärksamma på att inte alla patienter behöver, kan eller vill genomgå samtliga delar av den tredelade behandlingen.
Kunskapen om den könsbekräftande vårdens resultat är bristfällig.
Myndigheter i flera länder, däribland Sverige har på senare tid begränsat könsbekräftande vård av unga. I fråga om hormonbehandling av barn och unga med könsdysfori har en forskningssammanställning gjorts om effekterna.  Enligt studien finns det flera kunskapsluckor om vilken nytta pubertetshämmande och könsbekräftande behandlingar har för ungdomar med könsdysfori. Det vetenskapliga underlaget räcker inte för att bedöma effekterna av pubertetshämmande eller könskonträr hormonbehandling av barn och unga på deras könsdysfori, psykosociala förhållanden, kognitiva funktion, kroppsmått, kroppssammansättning eller ämnesomsättning. På gruppnivå finns det ett visst stöd för att pubertetshämmande hormonbehandling kan sakta ner den benuppbyggnad som brukar ske under puberteten, att den bentäthet som fanns när behandlingen började bibehålls och att bentätheten återhämtas vid en senare könskonträr hormonbehandling med östrogen eller testosteron. Det går dock inte att avgöra om bentätheten på sikt kommer helt upp i nivå med unga i den övriga befolkningen.

## Prevalens
Det finns ingen pålitlig statistik över hur vanligt transsexualism är. Diagnosmanualen DSM-IV från 1994 menar att prevalensen i USA är 1:30 000 för transkvinnor och 1:100 000 för transmän.  Amsterdam Gender Dysphoria Clinic redovisar i en studie över sjuklighet och dödlighet, från 1997, data som säger att 1:10 000 är transkvinnor och 1:30 000 är transmän. Liknande siffror, 1:11 900 för transkvinnor och 1:30 400 för transmän, redovisas i en nederländsk prevalensstudie från 1992. Liknande siffror använder American Psycological Association. En belgisk studie från 2007 menar att prevalensen i Belgien är 1:12 900 för transkvinnor och 1:33 800 för transmän. I en senare metanalys, där samtliga då befintliga prevalensstudier inkluderats, fann man en övergripande prevalens på 1:14 700 för transkvinnor och 1: 38 500 för transmän.
Det är svårt att fastställa hur vanligt transsexualism är eftersom bara en del av gruppen, olika stor andel beroende på sociokulturella skillnader, söker vård. Olyslager och Conway presenterade en studie på WPATH:s 20th International Symposium (2007) där de argumenterade för att data från deras egna och andra studier i verkligheten antydde en betydligt högre prevalens än vad som tidigare antagits. Olyslager och Conway menar att den nedre gränsen är 1:4 500 för transkvinnor och 1:8 000 för transmän för ett antal länder världen över. De menar att prevalensen kan vara så hög som 1:5 000 sett på hela gruppen.  
Olyslager och Conway menade också att antalet transkvinnor i USA som redan hade genomgått könskorrigerande operationer hos någon av de tre mest anlitade kirurgerna i sig var nog för att täcka det förmodade antalet transkvinnor om prevalensen antas vara 1:10 000. Detta skulle också utesluta alla de som opererats hos andra kirurger, i USA och utomlands, och de som inte genomgått kirurgi, vilket enligt Olyslager och Conway talar för att en prevalens på 1:10 000 som skulle vara transkvinnor är för lågt räknat.
Efter Olyslager och Conways offentliggörande av sin studie valde American Psycological Association, genom APA Task Force on Gender Identity and Gender Variance, att stå fast vid sina siffror och menade att Olyslager och Conway representerade en minoritet i forskarvärlden. Conway anklagade APA Task Force on Gender Identity and Gender Variance för att ha falsifierat sina siffror och publicerade en rapport där hon menade att de hade ha varit vårdslösa med data.
En översikt som presenterades vid LGBT Health Summit i Bristol, Storbritannien och baserade sig på ett antal europeiska studier visade att antalet transsexuella som söker vård ökar snabbt, med 14 % per år, och att medelåldern för att genomgå behandling ökar.

### Prevalens Sverige
Antalet personer som i Sverige söker vård för könsdysfori har ökat under 2010-talet. I en rapport av Socialstyrelsen från 2020 konstaterades en påtaglig ökning av nya fall mellan 2013 och 2018. Ökningen var mer påtaglig bland personer som är yngre är 30 år. Ökningen var störst bland barn 13–17 år, och i synnerhet bland barn 13–17 år med registrerat kön kvinna vid födseln. Efter 2018 ses för båda könen en minskning av antalet nya fall mellan 2018 och 2020, som följs av en viss ökning under 2021. År 2018 hade totalt 5 841 personer (0,06 % av befolkningen) någon könsdysforidiagnos (F64) i Sverige. Vad ökningen beror på är inte känt. En möjlig förklaring som en del yrkesverksamma inom området lyfter fram är att samhället blivit mer tillåtande. En annan är att vården blivit allt mer tillgänglig för yngre patienter. 
I Sverige har andelen vid födseln tilldelade kvinnor som ansökt om ändring av juridiskt kön tidigare varit färre än andelen vid födseln tilldelade män (254 av 675 ansökningar totalt mellan 1972 och 2008, 42,1 %) . 
Det förekommer att en patient av olika skäl som till exempel operationsskräck, medicinska problem eller eget val inte genomgår någon könskorrigerande kirurgi. Det förekommer också att patienter skaffar sin behandling utanför Sverige.Dessa syns bara i statistiken över antalet svenskar som bytt juridiskt kön, inte i statistiken över antalet som genomgår könskorrigerande behandling.[källa behövs]

## Orsaker
Vad som orsakar transsexualism är inte fastslaget. Allt mer forskning stödjer en biologisk förklaringsmodell som anger att könsidentiteten grundläggs under fosterstadiet. Men man vet inte vilka centra i hjärnan som samverkar för att skapa en människas inre upplevelse av kön. Det saknas belägg för att psykologiska eller psykosociala förhållanden såsom uppväxtfaktorer skulle påverka en människas könsidentitet.
Transsexualism har föreslagits ha både psykologiska och biologiska orsaker. Andra studier menar att transsexualism har en genetisk orsak.

## Detransition och "ångerfall"
När en person som genomgått transition, det vill säga har ändrat sitt könsuttryck och/eller sin kropp för att få detta att överensstämma med könsidentiteten, återgår till sitt vid födseln registrerade kön kallas det detransition. Detransition kopplas ofta ihop med ånger, även om ånger inte behöver ingå i upplevelsen. Därför förekommer det att personer som detransitionerar också kallas "ångrare" eller "ångerfall". Detransition och ånger är olika fenomen som kan men inte behöver överlappa varandra. 
Termen detransition används ibland även för personer som genomgår en omtransition, det vill säga personer som går vidare i sin process genom en ytterligare transition till ett annat kön än det vid födseln registrerade. Både detransition och omtransition kan bestå av en social, medicinsk och/eller juridisk process.  Vissa individer detransitionerar/omtransitionerar tillfälligt och andra gör det permanent.
Den som genomgår en detransition kan återgå till att identifiera sig med sitt vid födseln registrerade kön men det förekommer också att personen återgår till sin gamla könsroll, och/eller genomgår behandling för att förmå kroppen att mer likna det kön personen  registrerades som vid födseln, utan att för den skull tvivla på att könsidentiteten inte stämmer med det ursprungligen registrerade könet. 
Det är oklart hur många som ångrar sin transition eller olika könskonträra behandlingar. Det är också oklart hur många som detransiterar, Orsakerna till detransition varierar, men en del forskning talar för att de vanligaste orsakerna är yttre, social påverkan.
De yttre faktorerna kan handla om påverkan från partner  eller föräldrar, att transitionen upplevdes som för svår, diskriminering och trakasserier,social stigmatisering,och svårigheter att erhålla könsbekräftande vård.Andra yttre faktorer som kan påverka beslutet att detrinsitionera är oro för den fysiska eller psykiska hälsan, smärta efter kirurgi och komplikationer efter kirurgi.  Interpersonella faktorer som kan påverka någon att detransitionera är önskan att bevara fertiliteten, förändrad politisk uppfattning eller förändrad uppfattning om ens könsidentitet eller sexualitet,
Det är relativt ovanligt med forskning om detransition. Inom politik och populärkultur är detransitionering ett omtvistat ämne. Vissa som detransitionerat rapporterar att de saknar stöd från sina tidigare HBT-vänner och familj. Olika sidor i debatten om detransition har rapporterat trakasserier från andra individer.Vissa människor ångrar sin detransition och  och väljer att transitionera igen.Vissa organisationer med anknytning till omvändelseterapi har använt detransitionsberättelser för att driva på antitrans-agendor och lagstiftning.

## Diagnoskoder
- DSM-IV och DSM-IV-TR: Gender Identity Disorder, diagnos nummer 302 i DSM som täcker in transsexualism.
- DSM-V: Gender Dysphoria
- ICD-10: The ICD-10 Classification of Mental and Behavioural Disorders - ICD-10, WHO:s klassificeringsverktyg, nummer F64.0 är transsexualism.
- ICD-11: Conditions related to sexual health HA60 Gender incongruence of adolescence or adulthood och HA61 Gender incongruence of childhood.